# William Joseph Bell
Pour les articles homonymes, voir William Bell et Bell.
William Joseph Bell (né le 6 mars 1927  à Chicago et mort le  29 avril 2005 à Los Angeles) est un producteur de cinéma et de télévision américain.

## Biographie
Né à Chicago, William Joseph Bell est le mari de Lee Phillip Bell, le père de William Joseph Bell Junior, de l'actrice Lauralee Bell et du producteur Bradley Bell.
Il est notamment le créateur du feuilleton télévisé Les Feux de l'amour et de Amour, Gloire et Beauté.
Il meurt à Los Angeles à la suite de complications de la maladie d'Alzheimer le 29 avril 2005 à l'âge de 78 ans.